# Santurde de Rioja
Santurde de Rioja és un municipi de la Rioja, a la regió de la Rioja Alta.

## Història
| Període      | Nom de l'alcalde/-essa       | Partit polític              | Data de possessió |
| ------------ | ---------------------------- | --------------------------- | ----------------- |
| 1979 - 1983  |                              |                             | 19/04/1979        |
| 1983 - 1987  | Miguel Ángel Montoya Gonzalo | Partido Riojano Progresista | 28/05/1983        |
| 1987 - 1991  | Eugenio Aransay Capellán     | Aliança Popular             | 30/06/1987        |
| 1991 - 1995  | Eugenio Aransay Capellán     | Partido Popular             | 15/06/1991        |
| 1995 - 1999  | Jesús Montoya Madariaga      | Partido Riojano             | 17/06/1995        |
| 1999 - 2003  | Jesús Montoya Madariaga      | Partido Popular             | 03/07/1999        |
| 2003 - 2007  | Jesús Montoya Madariaga      | Partido Popular             | 14/06/2003        |
| 2007 - 2011  | Isaac Palacios Metola        | Partido Popular             | 16/06/2007        |
| 2011 - 2015  | n/d                          | n/d                         | 11/06/2011        |
| 2015 - 2019  | n/d                          | n/d                         | 13/06/2015        |
| 2019 - 2023  | n/d                          | n/d                         | 15/06/2019        |
| Des del 2023 | n/d                          | n/d                         | 17/06/2023        |